# Parenchym

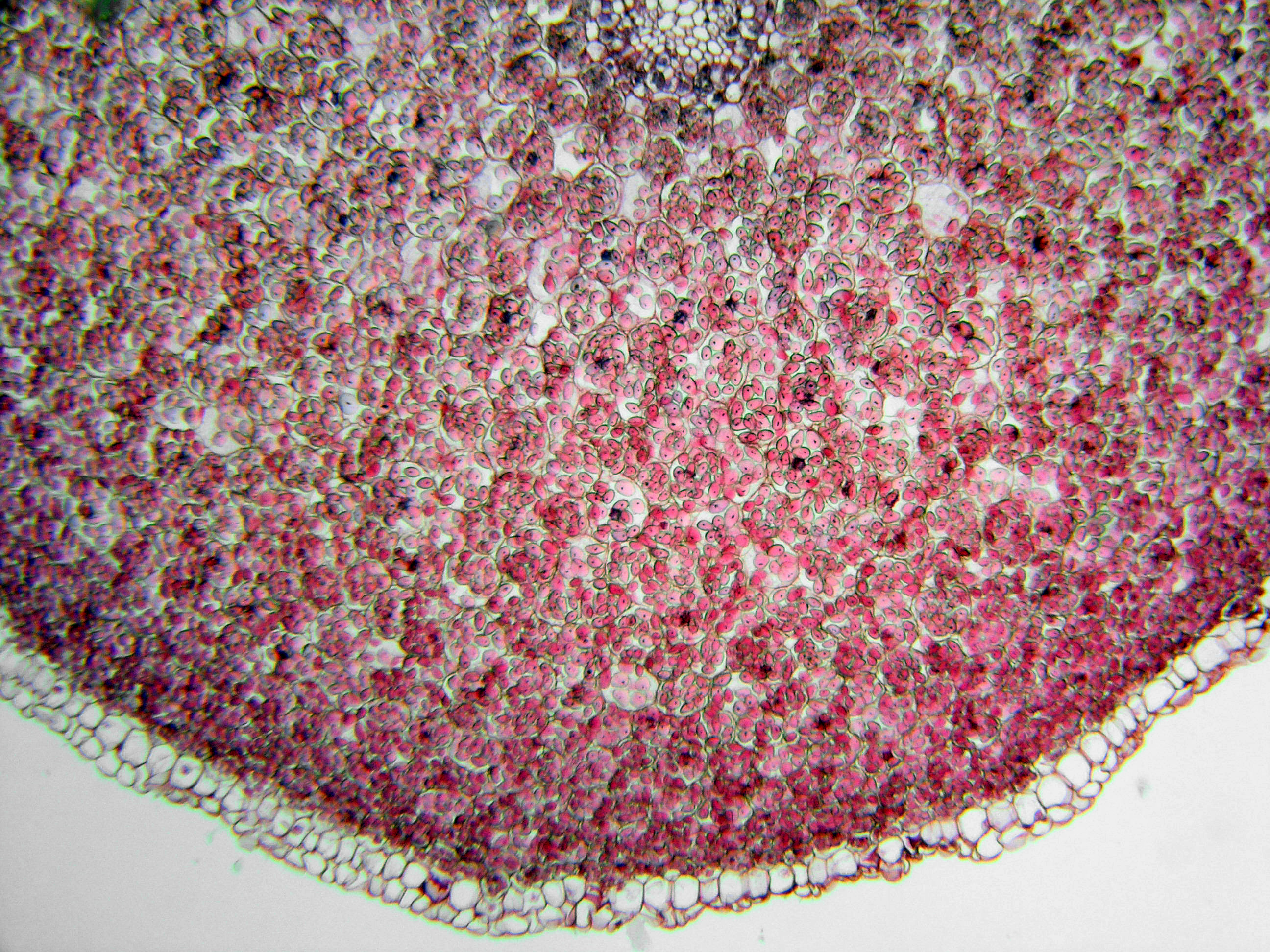
Parenchym v kořeni orseje jarního (Ranunculus ficaria)

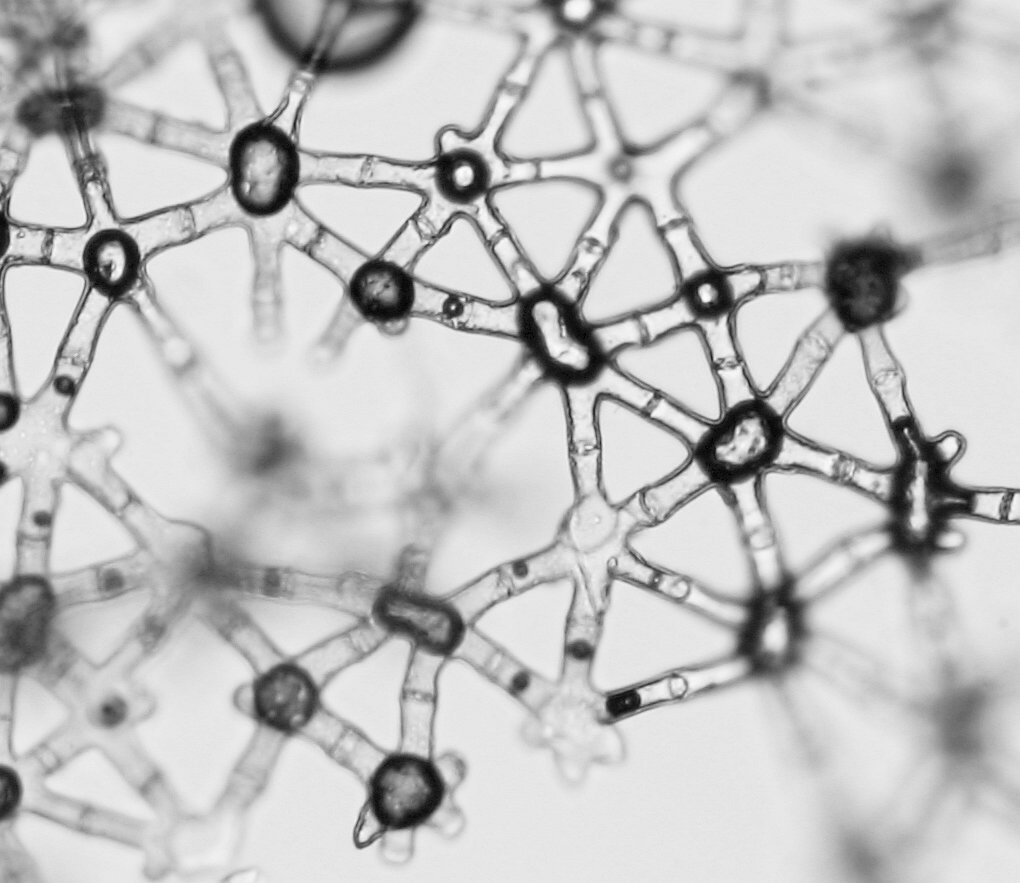
Parenchym v helofytu ve tvaru pěticípé hvězdy

Parenchym je druh pletiva rostlin, ale někdy se tímto termínem označují i tkáně podobné struktury u živočichů. Je tvořen tenkostěnnými buňkami. Rozdělujeme parenchym destičkový (pokožka) a palisádový či houbový (v listech).

## Parenchym u rostlin

### Popis a výskyt
Parenchym je nejběžnější typ pletiva. Díky velkému zastoupení intercelulár má velmi nízkou hustotu. Typickým příkladem parenchymu je dužina ve vnitřní části větví bezu nebo některých rostlin z čeledi hvězdnicovitých, mezofyl listů, dužina ovoce a další.
Parenchymatické buňky jsou schopné dělení, mají ohebné buněčné stěny a jsou většinou kruhovité, nebo protáhlé (příčné stěny jsou šikmé, či kolmé, na rozdíl od Prozenchymu). Mají velké vakuoly, v nichž ukládají vodu a zásobní látky.
Funkce parenchymu jsou různé:
- V listech je odpovědný za fotosyntézu.
- Zásobní a vyživovací funkce
- Vylučování (např. buňky epitelu, který obklopuje pryskyřičné kanálky)
- Regenerace poškozených částí
- Další specializované funkce

### Aerenchym
Zvláštním případem je tzv. aerenchym, což je parenchym s velkými intercelulárami. S aerenchymem se setkáme například u sítiny, kde tvoří provzdušňovací pletivo.

## Parenchym živočichů
Někdy se parenchym používá pro označení specifické tkáně v orgánech živočichů, která obvykle vykonává určitou funkci. Tím se liší od akcesorních (přídatných) struktur, jež zpravidla pouze drží orgán pohromadě.
Příkladem parenchymu je tkáň nefronů v ledvinách nebo neuronů v mozku. V medicíně (zejména radiologii) parenchym často označuje tenkostěnné buňky tkání, které vytvořilo rakovinotvorné bujení.